# Tulburea (okręg Vrancea)
Tulburea – wieś w Rumunii, w okręgu Vrancea, w gminie Chiojdeni. W 2011 roku liczyła 274
mieszkańców.